# Dove (lago)
El lago Dove es un lago situado junto al Monte Cradle en el Parque nacional Cradle Mountain-Lake St. Clair en Tasmania, Australia. Alrededor del lago hay un circuito para caminatas que comienza en el aparcamiento de vehículos y que se puede recorrer entre 1-3 horas.